# Devils Island
Pour les articles homonymes, voir Devil's Island.
Devils Island est l'une des vingt-deux îles des Apôtres du nord du Wisconsin, aux États-Unis.
L'île est située à l'ouest du lac Supérieur, au large de la péninsule de Bayfield. Le phare de Devils Island est situé sur celle-ci. L'île fait partie de l'Apostle Islands National Lakeshore , une aire protégée gérée par le National Park Service des États-Unis situé  dans le Comté d'Ashland.
Les grottes marines de l'île ont été immortalisées sur la pièce de monnaie du Wisconsin de la série de pièces américaines d'un quart de dollar America the Beautiful.

## Galerie

Localisation des îles des Apôtres
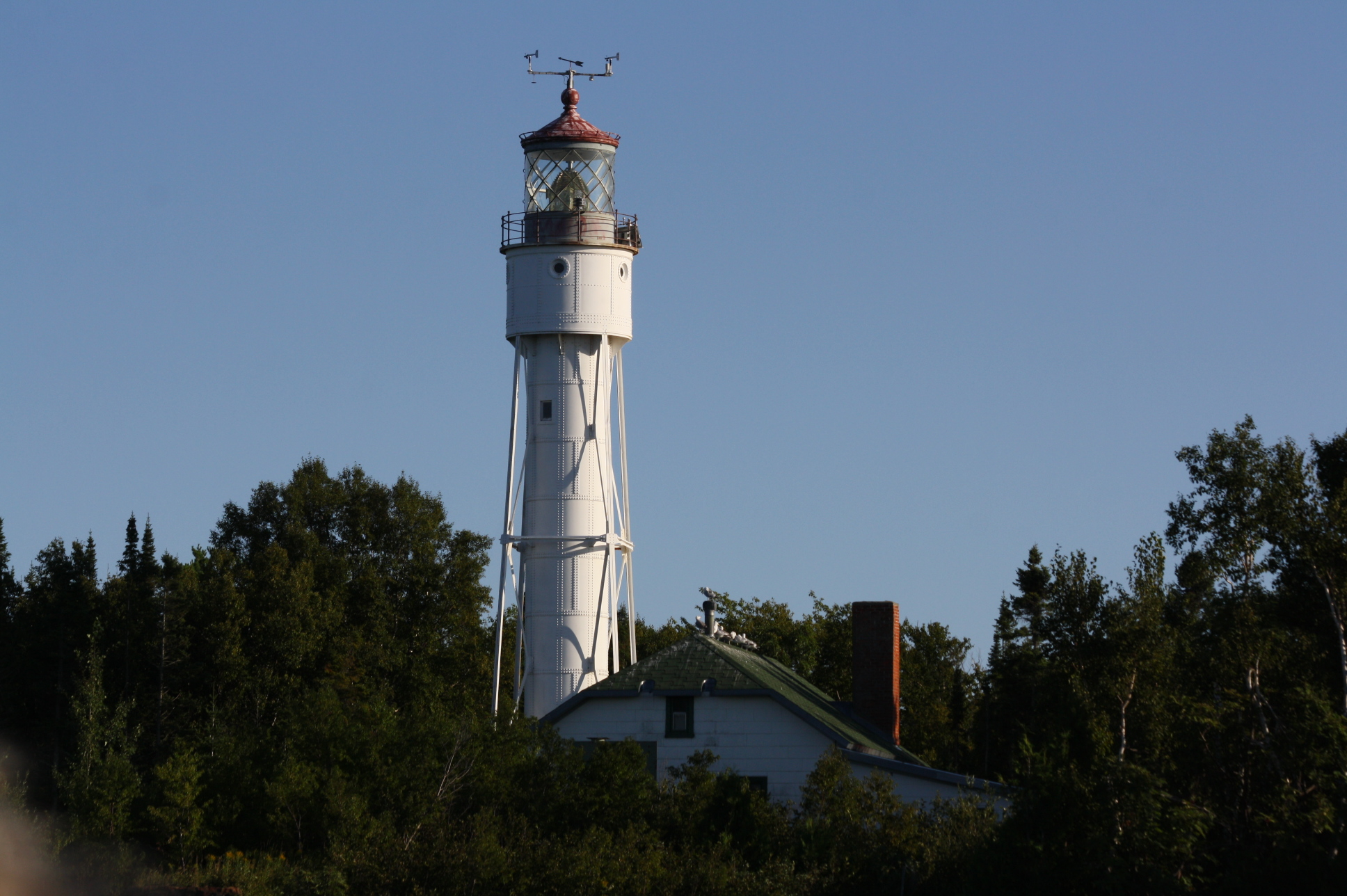
Le phare

1. ↑  Apostle Islands National Lakeshore